# 연계령
연계령(延継笭, ?~?)은 중국 문관 출신의 고려인이며, 곡산 연씨의 시조이다.
고려에 이주핸 후로는 문하시랑과 신호위상장군직을 맡았다.